# St. Andreas und Matthias (Lich)

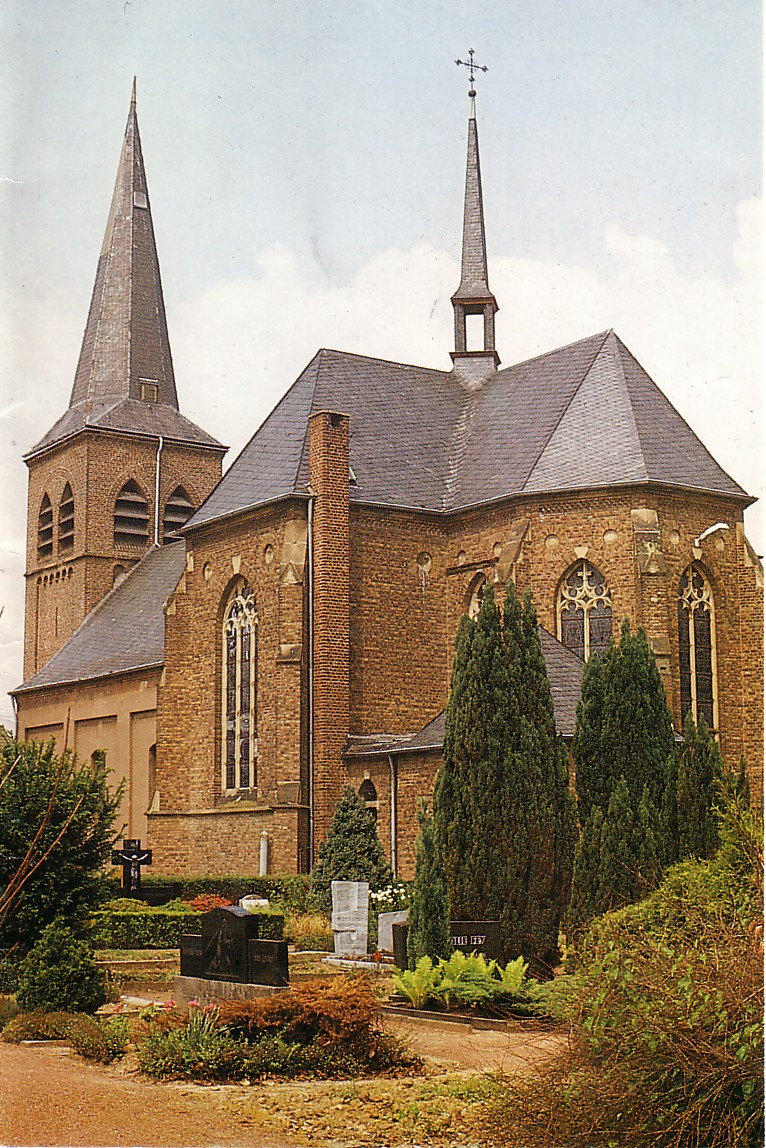
St. Andreas und Matthias 1985

St. Andreas und Matthias war eine römisch-katholische Pfarrkirche in Lich-Steinstraß, Gemeinde Niederzier im Kreis Düren in Nordrhein-Westfalen. 
Die Kirche war dem heiligen Apostel Andreas und dem hl. Apostel Matthias geweiht. Zur Pfarre gehörten neben dem Doppelort Lich-Steinstraß auch Paffenlich, Neulich, Gut Winterbach und das Forsthaus Escher Bürge. Die Kirche wurde 1986 abgerissen.

## Geschichte
Um das Jahr 1550 existierte in Lich eine Kunibertskapelle. Vermutlich war diese Kapelle der Vorgängerbau von St. Andreas und Matthias. Im Jahr 1796 wurde die alte Kapelle durch eine Saalkirche in Formen des Barock ersetzt. Im Zuge der Pfarrumschreibungen während der Franzosenzeit wurde Lich 1804 zur selbstständigen Pfarrei erhoben. Zwischenzeitlich änderte sich das Patronat der Kirche auch in Andreas und Matthias. Zuvor gehörte der Ort jahrhundertelang zur Pfarre Rödingen. Von 1823 bis 1824 wurde an das barocke Kirchenschiff ein dreigeschossiger Glockenturm mit achtseitiger Haube angebaut. Zwischen 1892 und 1894 wurde die Kirche nach Plänen des Kölner Architekten Hans Hubert Dreher erweitert. Nachdem man den barocken Chor abgerissen hatte, baute man daran einen deutlich höheren Anbau in Formen der Neugotik mit Querschiff, Chor und Sakristei an. Über dem Querschiff befand sich zudem ein Dachreiter. Ursprünglich war geplant auch das barocke Kirchenschiff und den Turm abzureißen und in einem zweiten Bauabschnitt die neugotische Kirche zu vollenden. Diese Pläne wurden jedoch nie ausgeführt. 
Aufgrund der Umsiedlung des Dorfes durch den fortschreitenden Tagebau Hambach wurde die Pfarre um 1985 aufgelöst und der Pfarre St. Mariä Himmelfahrt Jülich zugeschlagen. 1986 wurde schließlich die Pfarrkirche vollständig abgerissen. Die Bewohner wurden nach Jülich-Lich-Steinstraß umgesiedelt. Dort entstand als Ersatz zwischen 1986 und 1988 eine neue St.-Andreas-und-Matthias-Kirche nach Plänen des Mönchengladbacher Architekten Heinz Döhmen.

## Baubeschreibung
St. Andreas und Matthias war eine barocke-neugotische Kreuzkirche aus Backsteinen mit vorgebautem Glockenturm im Westen, barockem und einschiffigem Langhaus und neugotischem Querschiff und dreiseitig geschlossenem Chor im Osten. Der barocke Teil wurde von einem einfachen Tonnengewölbe überspannt, der neugotische Teil von Kreuzrippengewölben.

## Ausstattung
In der Kirche befanden sich ein neogotischer Hochaltar sowie zwei neogotische Nebenaltäre aus Stein und eine neogotische Kanzel aus Holz mit Darstellungen der vier Evangelisten. Diese Ausstattungsstücke wurden nach Plänen von Architekt Dreher angefertigt. Im Kirchenschiff hing ferner ein Radleuchter, gehalten von einer Maria mit Jesukind. Die Fenster im barocken Hauptschiff waren 1955 geschaffene Werke des Künstlers Paul Franz Bonnekamp. Des Weiteren besaß die Kirche noch Fenster von Johannes Beeck, welche ebenfalls um 1955 geschaffen wurden. Ein Großteil der Ausstattung fand in der Ersatzkirche am Umsiedlungsstandort einen neuen Platz.

## Pfarrer
Folgende Priester wirkten als Pastor an St. Andreas und Matthias:
| von – bis | Name              |
| --------- | ----------------- |
| 1930–1942 | Franz Nicke       |
| 1943–1953 | Josef Tenbusch    |
| 1953–1963 | Karl Graafen      |
| 1963–1984 | Petrus van Wersch |